# Gordon (circonscription du Parlement britannique)
Pour les articles homonymes, voir Gordon.
Circonscription parlementaire de la Chambre des communes
Gordon est une circonscription électorale écossaise permettant l'élection d'un député à la Chambre des communes du Parlement du Royaume-Uni.

## Historique
Créée pour les élections de 1983, la circonscription est représentée par le libéral démocrate Malcolm Bruce jusqu'en 2015, date de la victoire d'Alex Salmond, membre du Parti national écossais (SNP). Lors des élections anticipées du 8 juin 2017, Salmond perd son siège au profit du conservateur Colin Clark.

## Liste des députés
| Élection | Élection | MP              | Parti               |
| -------- | -------- | --------------- | ------------------- |
|          | 1983     | Malcolm Bruce   | Parti libéral       |
|          | 1988     | Malcolm Bruce   | Libéraux-démocrates |
|          | 2015     | Alex Salmond    | SNP                 |
|          | 2017     | Colin Clark     | Parti conservateur  |
|          | 2019     | Richard Thomson | SNP                 |